# NGC 6691
NGC 6691 é uma galáxia espiral barrada (SBbc) localizada na direcção da constelação de Draco. Possui uma declinação de +55° 38' 30" e uma ascensão recta de 18 horas, 39 minutos e 12,0 segundos.
A galáxia NGC 6691 foi descoberta em 16 de Agosto de 1884 por Lewis A. Swift.